# Ben McCartney
Ben McCartney, född 13 juli 2001, är en kanadensisk professionell ishockeyforward.
McCartney är kontrakterad till Arizona Coyotes i National Hockey League (NHL) och spelar för Tucson Roadrunners i American Hockey League (AHL).
Han har tidigare spelat för Brandon Wheat Kings i Western Hockey League (WHL).
McCartney draftades av Arizona Coyotes i sjunde rundan i 2020 års draft som 204:e spelare totalt.

## Statistik
| 2014–2015  | Central Plains Capitals U14 |            | 28  | 17 | 17 | 34  | 70  | —  | — | — | — | —  |
|            | Central Plains Capitals U15 |            | 10  | 1  | 3  | 4   | 6   | —  | — | — | — | —  |
| 2015–2016  | Okanagan Hockey Academy U15 | CSSHL      | 23  | 18 | 15 | 33  | 20  | 4  | 3 | 2 | 5 | 8  |
|            | Okanagan Hockey Academy U16 | CSSHL      | 1   | 0  | 2  | 2   | 0   | —  | — | — | — | —  |
|            | Okanagan Hockey Academy U17 | CSSHL      | 2   | 0  | 1  | 1   | 0   | —  | — | — | — | —  |
| 2016–2017  | Okanagan Hockey Academy U18 | CSSHL      | 29  | 27 | 24 | 51  | 60  | 3  | 1 | 1 | 2 | 16 |
|            | Brandon Wheat Kings         | WHL        | 2   | 0  | 0  | 0   | 0   | 3  | 1 | 0 | 1 | 2  |
| 2017–2018  | Brandon Wheat Kings         | WHL        | 51  | 2  | 10 | 12  | 32  | 11 | 1 | 5 | 6 | 8  |
| 2018–2019  | Brandon Wheat Kings         | WHL        | 67  | 21 | 20 | 41  | 72  | —  | — | — | — | —  |
| 2019–2020  | Brandon Wheat Kings         | WHL        | 61  | 25 | 36 | 61  | 105 | —  | — | — | — | —  |
| 2020–2021  | Brandon Wheat Kings         | WHL        | 24  | 13 | 24 | 37  | 29  | —  | — | — | — | —  |
|            | Tucson Roadrunners          | AHL        | 4   | 1  | 4  | 5   | 2   | 1  | 0 | 0 | 0 | 0  |
| 2021–2022  | Arizona Coyotes             | NHL        | 1   | 0  | 0  | 0   | 2   | —  | — | — | — | —  |
|            | Tucson Roadrunners          | AHL        | 4   | 4  | 1  | 5   | 2   | —  | — | — | — | —  |
| NHL totalt | NHL totalt                  | NHL totalt | 1   | 0  | 0  | 0   | 2   | —  | — | — | — | —  |
| AHL totalt | AHL totalt                  | AHL totalt | 8   | 5  | 5  | 10  | 4   | 1  | 0 | 0 | 0 | 0  |
| OHL totalt | OHL totalt                  | OHL totalt | 205 | 61 | 90 | 151 | 238 | 14 | 2 | 5 | 7 | 10 |